# 恋するメロディ 君と僕とのミュージックボックス
恋するメロディ 君と僕とのミュージックボックス（こいするメロディ きみとぼくとのミュージックボックス）は、2001年10月14日から2011年4月2日まで中国放送（RCCラジオ）で土曜 17:00 - 17:45に放送されていたラジオ番組。1970年代から1990年代の日本の音楽にこだわっており、番組でかかるのは邦楽のみである。

## 放送日時
土曜 17:00 - 17:45
2007年3月まで
- 毎週日曜日13:00 - 17:00（JST）
  - 15:00 - 16:00は競馬中継が入るため番組は中断。
  - 毎年4～10月は広島東洋カープのデーゲーム中継が入るため放送時間が短縮、または中止されることが多い。
  - その他の場合でも特別番組が放送されるために放送時間が短縮されることがある。

## DJ
- 兼永みのり

## タイムテーブル
- 17:00 オープニング
- 17:15 街角リクエスト・青春ジュークボックス
- 17:25 みのりのマイセレクション
- 17:45 JRNニュース ウィークエンドネットワーク
- 17:50 RCCニュース
- 17:55 エンディング

## 備考
- 交通情報は日本道路交通情報センターの女性職員ではなくDJの兼永みのりが日本道路交通情報センターから届いた情報を読み上げている。
- RCCラジオでは現在のところ最後の公開定期生放送番組である（2004年8月1日放送分までは広島市中区の基町クレドビル6階のサテライトスタジオから放送していたが、諸事情によりそこが閉鎖されたため。中国放送としては当時唯一のサテライトスタジオでもあった）。